# Norma Bengell
Norma Bengell (ur. 21 lutego 1935, zm. 9 października 2013) – brazylijska aktorka filmowa i telewizyjna.

## Filmografia
seriale
- 1966: T.H.E. Cat jako Maria Carentis
- 1983: Parabens pra Voce
- 1989: O Sexo dos Anjos jako Vera
- 2006: Alta Estacao jako Yolanda

film
- 1959: O Homem do Sputnik jako B.B.
- 1962: Ślubowanie jako Marli
- 1968: Fedra West jako Wanda
- 1972: Les Soleils de I’Ille de Paques jako Norma
- 1981: Abrigo Nuclear
- 1993: Vagas Para Mocas de Fino Trato jako Gertrudes